# 何遂
何遂（1888年4月20日—1968年1月），字叙甫，又作叙父、叙圃等。祖籍福州福清港头镇占阳村，生于福州闽侯县城灵响路祖宅。中华民国军事将领，中华人民共和国政治人物。

## 生平

### 从清朝到北洋政府

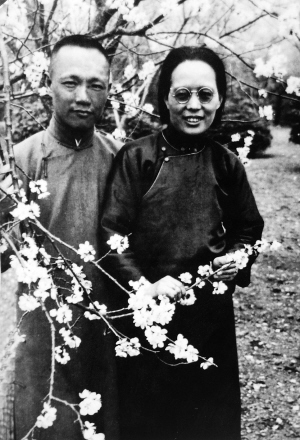
何遂、陈坤立夫妇

祖父念慈早年中进士，曾在四川泸州做县官，父濬先早年中举人，曾在南昌做试用知县。何遂6岁入当地私塾启蒙，1898年随父迁移南昌居住。1899年祖父病逝，父亲不久也在奔丧颠簸中哀伤死去。1901年其母孙弄琴率子女赴泸州投靠二叔生活，1903年又随母返回福建谋生。
何家有一远亲在福建武备学堂任翻译，经其介绍，清朝光绪三十年（1904年），何遂考入福建武备学堂第二期预科，其间结识革命党人林觉民、方声洞、陈更新等革命党人，参与反清活动。以“文理荒谬，行止欠谨”被开除学籍。1906年2月，何遂由林森（时在上海海关任秘书，兼任上海福建学生会会长）介绍到南京去找林述庆、林之夏，林述庆时任第九镇第三十三标第三营管带，留何遂在该营任排长。当时赵声任统带，柏文蔚任第二营管带，冷遹任右队队官，官兵都剪了辫子，革命气氛较浓。不久，何遂因翻译了几篇日本军事杂志的文章，受到统制徐绍桢赏识，调任第九镇司令部三等参谋。光绪三十三年（1907年），考入保定陆军随营军官学堂(后改称陆军大学)第二期，并参加了中国同盟会保定支部。期间，何遂与陈裕时（日本陆军士官学校第五期毕业，后任北京政府第八师第十五旅旅长）之妹陈坤立结婚，陈坤立早年毕业于湖北女子师范学校。宣统元年（1909年）秋，何遂毕业后受广西巡抚张鸣岐招募，任中越边防调查长，1910年1月任广西新军督练公所参谋处筹略科长兼广西陆军干部学堂与广西陆军小学的教官。宣统二年（1910年），何遂同耿毅、刘建藩、杨明远等中国同盟会会员创建了中国同盟会广西支盟，何遂任参议，与杨明远、刘建藩分工负责联络广西新军。何遂编辑出版了《南报》。
1911年7月，何遂奉广西巡抚沈秉堃委派，与程潜赴京参加清军永平秋操大典，随王孝缜晋见第六镇统制吴禄贞，奉命随同第六镇第十二协协统吴鸿昌赴山西进剿。辛亥革命爆发后，吴禄贞筹划举行起义时遭到刺杀，何遂与阎锡山共同策动第六镇部分官兵起义，被推戴为燕晋联军副都督（都督是阎锡山）。何遂眼见在山西没有活动余地，到南京后，1912年1月被临时大总统孙中山委任为淮扬联军总司令（孙岳）部总参谋，兼任江北兵站分局长，率部驻军扬州。南北议和后，1912年夏，何遂任北京政府陆军第八师（师长陈之骥）第十六旅（旅长赵恒惕）第三十二团团长，并被北京政府陆军部补授陆军少将，获颁三等文虎勋章，率部驻防南京地区。
1912年秋，何遂任北京政府陆军第八师（师长王孝缜）司令部代理参谋长，仍兼任步兵32团团长。后被迫辞职，拟赴日本留学之际，发生了“宋教仁案”，遂于1913年“二次革命”期间参加军事策反活动。1913年秋，与王孝缜、黄恺元、刘建藩逃亡日本，未经考试获准东京早稻田大学政治经济科学习，其夫人陈坤立亦入东京青山女子实践学校学习。
1913年12月，何遂接到陕西都督陈树藩的邀请返国，任陕西都督府教导营营长，后任教导团团长。
1915 年春，何遂应黎元洪之邀返回北京，任陆军大学第四期正则班上校战术教官，时任陆军大学校长胡龙骧。云南发起护国战争后，何遂潜赴山西大同，策动晋北镇守使孔庚通电反袁世凯，何遂还替孔庚起草了电文。后来孔庚遭阎锡山逮捕，何遂被山西警备司令胡谦陪送出境。
1916年12月，何遂受黎元洪委派，以陆军上校武官身份，与沈鸿烈、郑桓、徐祖善四人代表中华民国政府军方赴欧洲考察第一次世界大战。何遂亲自查看了法比前线，并且游历了英国、美国等国。1917年7月回国后，写成《欧洲观战记》出版。归国后，何遂著《欧洲观战记》。民国6年（1917年）7月护法运动时，何遂到广东参加了孙中山组织的护法军政府，任靖闽军司令，回福建密谋炸死福建督军李厚基，事泄，流亡日本。民国8年（1919年）归国。
民国9年（1920年），经孙岳引荐，何遂任曹锟的军官教导团教育长。不久，何遂调孙岳部陆军第十五混成旅司令部参谋长驻防大名县。1924年，何遂参加北京政变，囚禁总统曹锟，参与创建国民联军，通电欢迎孙中山北上共商国是。后任国民联军第三军（军长孙岳）司令部参谋长兼第四师师长，北京政府航空署署长，国民军航空司令部中将司令官等职。和孙岳在陕西为西进的问题发生争执，怒而离开国民军第三军去日本考察。后孙岳健康恶化，把何遂请回来代理第三军军长。国民军被直、奉联合击败,撤出北京，1926年5月到8月在南口大战失败后撤回至西北，第三军瓦解。1926年北伐战争期间，何遂在杭州寓居赋闲，蒋介石派陈铭枢把他找到南昌，奉派赴河南策动国民联军系统的靳云鹗、魏益三和田维勤倒戈，响应北伐战争。国民军中聘有几十名苏联顾问，何遂思想上受了一些社会主义的影响。

### 国民政府时期

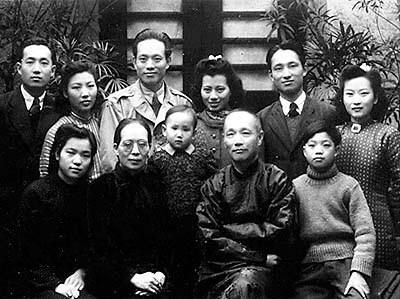
1945年12月12日，何遂家的全家福。何遂在照片后题字：“民国三十四年九月二日，日寇签降。双十二全家聚于渝，摄影留念。抗战八年，家人无恙，长次三男均成家， 长孙申佳已三岁，殊可喜也。”照片前排左起：女儿何嘉，妻子陈坤立，二子的大儿子何孟嘉，何遂，四子何达；后排左起：二子何世平，二儿媳韩蕴，长子何世庸，长儿媳李智勤，三子何康，三儿媳缪希霞

1927年12月底，何遂应李济深邀请赴广州，1928年1月任李济深的第八路军总指挥部总参议。2月，奉中国国民党中央党部委派，任中国国民党广州黄埔国民革命军军官学校特别党部筹备委员。1928年5月，任黄埔军校代校务（代理校长）。1928年10月11日，他以黄埔军校代校长身份，率军校各部长官在黄埔岛八卦山为孙总理纪念碑破土奠基。此项工程于1930年5月峻工。纪念碑孙中山铜像为日本友人梅屋庄吉捐赠，纪念碑正面隶书字为胡汉民书写，纪念碑东侧所刻“和平、奋斗、救中国”是何遂执笔书写，他还为纪念碑撰写碑文。1929年1月，何遂再以黄埔军校代校长一职，受蒋介石委托主持在黄埔岛西侧万松岭濒江边，重修黄埔军校东征阵亡烈士墓，并在墓园前修建门楼，由吴稚晖书写“东征阵亡烈士纪念坊”；他在纪念坊所立二巨碑题词。2月，他又主持兴建了“黄埔军校学生北伐阵亡将士纪念碑”，碑身镌刻其篆书“为民牺牲”，碑座南侧亦为他撰写手书的碑文，该碑座之东、西、北侧镌刻北伐阵亡之独立团第一营营长曹渊等355名黄埔军校学生之姓名。1929年2月24日，何遂奉蒋介石之命，在广州主持国民革命军军官学校第六期学员毕业典礼。3月，蒋桂战争爆发，李济深因支持桂系集团，被叫到南京在软禁在汤山。蒋介石在南京另外设立了中央陆军军官学校；黄埔军校经费日见紧张。1929年底，因黄埔军校部分师生要求铲除“济深公园”，何遂反倒，递交辞呈后直接离职，迁居北平，收集与研究甲骨文。时任北平中国佛教协会会长的内兄陈裕时亦来他家居住。
1931年1月，何遂应杨虎城邀请赴西安任第十七路军总参议。
孙科接任立法院院长后，经蒋介石提名，何遂于1931年10月12日任南京国民政府立法院立法委员。民国21年（1932年）春，何遂、朱庆澜等人在北平组织了辽吉黑抗日义勇军民众后援会，何遂任副会长兼主任干事。1933年1月，撤退到关内的东北义勇军主力编成陆军暂编第五十五军，何遂任军长，副军长是黄埔一期学生严武。指挥部队在赤峰、围场等地与日伪军交锋，热河失守后，部队受到重创后，撤退至察哈尔省沽源。1933年秋辞去军职，并卖掉北平的住房，于1934年1月举家迁移南京山西路普陀路4号，任立法院军事委员会委员，时任军事委员会委员长陈肇英。1935年11月，被推选为中国国民党第五次全国代表大会代表。
民国26年（1937年），中共中央代表团抵达南京，时任国民政府立法院军事委员会委员的何遂由此结识了中共领导人周恩来、叶剑英等。　　
抗日战争期间，程潜聘任何遂为第一战区高级幕僚室主任。任内，他曾陪周恩来乘汽车自河南前线前往位于山西五台山的八路军总部，结识了八路军领导人朱德、彭德怀等。何遂因与阎锡山结交于辛亥革命之时，因而调解过八路军同阎锡山的矛盾，劝阎锡山与八路军合作抗日；并通过军令部次长林蔚的疏通，给八路军增加了军饷。1939年9月，何遂赴桂林参加第一次长沙会战谋划，11月，又赴桂南前线参与桂南会战谋划。1940 年春赴柳州任军事委员会桂林办公厅(主任李济深，副主任林蔚)总顾问。1941年1月皖南事变后，何遂获知八路军重庆办事处经费困难，便到重庆曾家岩周公馆面见董必武援以钱款。后来，董必武、叶剑英将延安生产的毛毯和衣料送给何遂作为回赠。1941年9月，参与第二次长沙会战的谋划。11月中旬，参加蒋介石主持的第三次南岳军事会议。1942年3月，在重庆参加国民政府立法院全体会议，通过《国家总动员法》；12月，参加立法院例行会议，通过“公务员不得直接或间接经商法”。何遂自1943年起任国民政府立法院军事委员会委员长。1945年1月，当选为中国国民党第六次全国代表大会特准列席代表。
1946年6月举家迁回南京原宅普陀路四号寓所。第二次国共内战中，何遂经常联络刘晓、张执一、刘长胜等中共领导人，协助他们的工作，并掩护身为中共党员的子女和三儿媳缪希霞从事地下工作。
1947年4月，何遂及儿子何康、吴石，中共中央华东局书记刘晓等人在上海锦江饭店见面，吴石正式加入中国共产党。8月，何遂患心冠动脉血栓病，住南京中央医院治疗。1947年底卖掉了南京市普陀路四号房产，举家迁移上海。1948年1月，何遂抱病返回福建参加行宪首届立法委员选举，高票当选为行宪国民大会代表。5月，当选为行宪第1屆中華民國立法委員。1949年6月，何遂赴台湾，与女儿何嘉赴高雄探望已赴台湾生活一年多的夫人陈坤立及次子何世平。9月1日，其夫人陈坤立携同次子何世平一家及女儿何嘉，乘船由基隆返回广州。9月5日，吴石为何遂代买台北直飞香港的机票，并亲送他登机离台。 
1948年初，在家乡福州竞选成功。

### 中华人民共和国成立后
中华人民共和国成立后，1949年底，何遂与夫人及女儿乘英国轮船到青岛，再转陆路经济南回到上海。1950年1月，何遂任华东军政委员会委员，兼任华东政法委员会副主任及司法部部长，以无党派身份参加政府工作。1951年12月底，何遂旧病复发，住进上海华东医院治疗。1953年1月，何遂任华东行政委员会委员，兼任政法委员会副主任及司法部部长。1954年8月华东行政委员会结束，所任各职也自然免去。9月，何遂以福建省代表身份当选为第一届全国人民代表大会代表，赴北京参加第一届全国人大第一次会议，在会上当选为第一届全国人大常委会法案委员会委员。1955年春，何遂举家迁居北京市西四帅府胡同。1959年4月，何遂当选为第二届全国人民代表大会代表，续任全国人大法案委员会委员。1961年10月，何遂作为辛亥革命元老，被邀请参加在北京人民大会堂举行的纪念辛亥革命五十周年座谈会及纪念大会。1964年12月，他又当选为第三届全国人民代表大会代表，续任全国人大法案委员会委员。
何遂还将收藏文物和图书分别捐给故宫博物院、上海历史博物馆、南京博物院、天津图书馆，仅1950年捐献给上海历史博物馆的古文物就有6895件，国家文化部曾向他颁发褒奖状。获得了文化部颁发的褒奖状。
1968 年1月11日，何遂因病在北京大学医院逝世。享年80岁。2007年4月20日，由其子女将他和夫人合葬于北京福田公墓。

## 荣誉
- 三等景星勋章（1946年1月1日批准[2]）

## 家庭
- 妻：陈坤立，于1980年因病逝世。
- 长子：何世庸（原名何旭） （1913年—2008年5月8日）1948年任国民政府两广盐务局帮办、管辖两省沿海盐场，有自己的缉私舰和盐警队，保障华南数省食盐供应和国家税收，兼任莺歌海盐场筹备专员。新中国成立后首任两广盐务局局长。1951年负责筹办“华南土特产展览交流大会”。1955年广东省委书记陶铸视察海南，决定建设莺歌海盐场。任命何世庸为筹建处处长。广东省石油化学工业厅党组书记、厅长（1975年-1983年5月），中共广东省委顾问委员会委员，黄埔军校同学会广东分会会长。
  - 长儿媳：李智勤，李朗如之女
    - 长孙：何代甯
- 二子：何世平（原名何鹏）：1949年9月1日携全家离开任场长的台湾高雄盐场，撤回大陆。
  - 二儿媳：韩蕴
- 三子：何康，中华人民共和国农业部部长。[1]
  - 三儿媳：缪希霞，1990年病逝。国民政府盐务总局总办缪秋杰长女
- 四子：何达
  - 四儿媳：赵志勤
- 五子：何仲山
- 女儿：何嘉[3]（1927-）复旦大学社会学系肆业。
  - 女婿：邓裕民

## 延伸阅读
- 何達主编，何遂遗踪（纪念何遂诞辰120周年），中國書局，2008年12月